# Liste der Biografien/Colu
Liste der Biografien |
Portal Biografien |
Personensuche
# |
A |
B |
C |
D |
E |
F |
G |
H |
I |
J |
K |
L |
M |
N |
O |
P |
Q |
R |
S |
T |
U |
V |
W |
X |
Y |
Z |
?
 
Ca |
Cb |
Cc |
Ce |
Ch |
Ci |
Cj |
Ck |
Cl |
Cm |
Cn |
Co |
Cr |
Cs |
Ct |
Cu |
Cv |
Cw |
Cy |
Cz
 
Coa–Cod |
Coe–Cok |
Col |
Com |
Con |
Coo–Coq |
Cor |
Cos |
Cot |
Cou |
Cov |
Cow |
Cox |
Coy |
Coz
 
Cola |
Colb |
Colc |
Cold |
Cole |
Colf |
Colg |
Colh |
Coli |
Colk |
Coll |
Colm |
Coln |
Colo |
Colp |
Colq |
Colr |
Cols |
Colt |
Colu |
Colv |
Colw |
Coly |
Colz
Die Liste der Biografien führt alle Personen auf, die in der deutschsprachigen Wikipedia einen Artikel haben. Dieses ist eine Teilliste mit 27 Einträgen von Personen, deren Namen mit den Buchstaben „Colu“ beginnt.

## Colu

### Coluc
- Colucci, Florencia (* 1985), uruguayische Schauspielerin
- Colucci, Leonardo (* 1972), italienischer Fußballspieler
- Colucci, Mario (* 1932), italienischer Drehbuchautor und Filmregisseur
- Colucci, Marius (* 1976), französischer Schauspieler
- Colucci, Reinaldo (* 1985), brasilianischer Triathlet
- Colucci, Tony, US-amerikanischer Jazzmusiker (Banjo, Gitarre, Bassgitarre) des Dixieland und Swing
- Coluche (1944–1986), französischer Filmschauspieler und KomikerColuche (1944–1986)

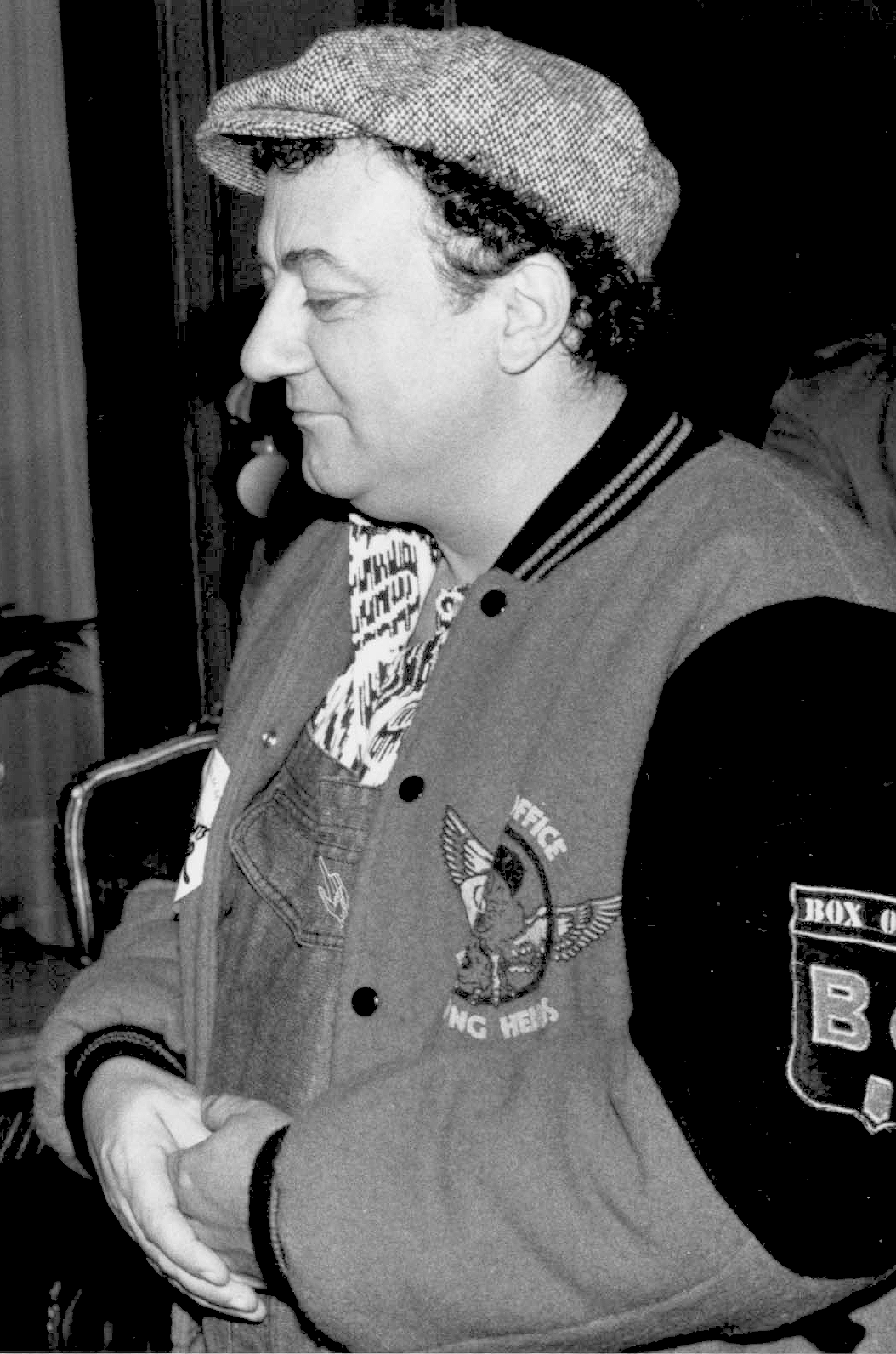
Coluche (1944–1986)

### Colum
- Colum, Padraic (1881–1972), irischer Schriftsteller
- Columban von Iona († 597), irischer Kirchengründer und Missionar
- Columban von Luxeuil († 615), irischer Wandermönch und Missionar
- Columbani, Pietro Paolo († 1749), italienischer Baumeister und Architekt des Barock in Böhmen
- Columberg, Dumeni (* 1941), Schweizer Politiker (CVP)
- Columberg, Leandra (* 1999), Schweizer Politikerin (SP/JUSO)
- Columbu, Franco (1941–2019), italienisch-amerikanischer Boxer, Bodybuilder und Schauspieler
- Columbu, Giovanni (* 1949), italienischer Fernsehschaffender und Filmregisseur
- Columbus, Arno (1907–1960), deutscher Agrarwissenschaftler
- Columbus, Chris (1902–2002), US-amerikanischer Jazz-Schlagzeuger und Bandleader
- Columbus, Chris (* 1958), US-amerikanischer Filmproduzent, Filmregisseur, Drehbuchautor und Schriftsteller
- Columbus, Scott (1956–2011), US-amerikanischer Schlagzeuger (Manowar)
- Columella, Lucius Iunius Moderatus, römischer Schriftsteller

### Colun
- Coluna, Mário (1935–2014), portugiesischer Fußballspieler und -trainer
- Colunga, Adrián (* 1984), spanischer Fußballspieler
- Colunga, Fernando (* 1966), mexikanischer Schauspieler

### Colup
- Colupaev, Dimitri (* 1990), deutscher Schwimmer

### Colus
- Colussi, Luiz (1931–1996), brasilianischer Geistlicher und römisch-katholischer Bischof von Caçador
- Colusso, Flavio (* 1960), italienischer Komponist, Librettist und Dirigent sowie Chorleiter

### Coluz
- Coluzzi, Francesca Romana (1943–2009), italienische Schauspielerin